# Василенко Валентина Кузьмівна
Валентина Кузьмівна Василенко (нар. 17 червня 1935, Вінниця — пом. 24 жовтня 1994, Київ) — український історик, дослідник історії України XX століття, кандидат історичних наук з 1969 року, заслужений працівник культури УРСР з 1985 року.

## Біографія
Народилася 17 червня 1935 року у місті Вінниці. 1957 року закінчила історико-філологічний факультет Київського державного університету імені Т. Г. Шевченка. З 1965 по 1968 рік — аспірантка на кафедрі історії КПРС Київського університету. 1969 року захистила кандидатську дисертацію по темі «Деятельность партийных организаций Украины по трудовому воспитанию рабочих промышленности между XXII и XXIII сьездами КПСС». У 1969—1991 роках — старший науковий співробітник Інституту історії партії при ЦК КП України. Була членом редколегії «Українського історичного журналу».
Померла у Києві 24 жовтня 1994 року.

## Праці
Опублікувала понад 120 наукових праць. Серед них:
- Воспитание сознательной дисциплиньї труца. — Київ, 1970;
- Деятельность Компартии Украиньї по перестройке партийного просвещения и дальнейшему совершенствованию массовополитической работы. — Київ, 1979;
- Важный фактор коммунистического строительства. — Київ, 1980;
- Идейнополитическая работа партии в условиях развитого социализма. — Київ, 1981;
- Руководитель, организатор, воспитатель. — Київ, 1985